# Pisione wolfi
Pisione wolfi är en ringmaskart som beskrevs av San Martin, López och Núñez 1999. Pisione wolfi ingår i släktet Pisione och familjen Pisionidae.
Artens utbredningsområde är Mexikanska golfen. Inga underarter finns listade i Catalogue of Life.